# Maison d'Aleksa Markišić à Sokobanja
La maison d'Aleksa Markišić à Sokobanja (en serbe cyrillique : Кућа народног хероја Алексе Маркишића у Сокобањи ; en serbe latin : Kuća narodnog heroja Alekse Markišića u Sokobanji) se trouve à Sokobanja et dans le district de Zaječar, en Serbie. Elle est inscrite sur la liste des monuments culturels protégés de la république de Serbie (identifiant no SK 760),.

## Présentation
La maison fait partie d'un ensemble de deux constructions situées aux no 20 et 24 de la rue Njegoševa. L'ensemble appartenait à la famille Markišić, originaire d'Obzovica près de Cetinje, qui l'a acheté en 1920.
Sur la façade de la maison donnant sur la rue est apposée une plaque commémorative en marbre avec l'inscription suivante : « Ici a vécu, travaillé et organisé des réunions pour la diffusion des idées socialistes le combattant communiste, journaliste et héros national Aleksa Markišić mort le 16 février 1942 ».
Les deux maisons ont été construites dans une cour commune et conçues comme des bâtiments séparés. Aleksa Markišić vivait dans la maison portant le numéro 20. Cette maison se compose d'un sous-sol sans éléments architecturaux particulier. La deuxième maison, au no 24, approximativement de même dimension que la précédente, est ornée d'un médaillon en bronze avec le portrait d'Aleksa Markišić en relief.